# Pic Blue Mountain
El Pic Blue Mountain és la muntanya més alta de Jamaica i un dels cims més alts del Carib amb 2.256 metres. S'hi conrea el cafè Blue Mountain. Forma part del Parc Nacional Blue and John Crow Mountains, que es va convertir en patrimoni de la humanitat de la UNESCO el 2015.